# Les Nouvelles Écritures de soi
Pour plus de détails, voir Fiche technique et Distribution.
Les Nouvelles Écritures de soi  est un film documentaire gabonais réalisé par Alice Aterianus, sorti en 2010.

## Synopsis
Quatre parcours, quatre visages, quatre facettes différentes de la vie des slameurs de Libreville. Au travers de leurs multiples regards et expériences sur la pratique artistique, se dévoilent les différents pans de la construction identitaire contenue dans l’art du slam. Entre les lignes de leur poésie, se décryptent pour les uns une quête de reconnaissance vis-à-vis des générations aînées, pour les autres une réinvention de traditions religieuses et linguistiques, par des textes teintés de critique des dogmes politiques ou religieux.

## Fiche technique
- Titre : Les Nouvelles Écritures de soi
- Réalisation : Alice Aterianus
- Scénario : Alice Aterianus
- Photographie  : Roland Duboze
- Montage : Jeanneton Aguéro Ipari Gondjout
- Musique : Terrence Mapangou Moucani Alice Aterianus
- Son : Terrence Mapangou Moucani
- Production : Institut gabonais de l’image et du son